# The Bedlam in Goliath
The Bedlam in Goliath – czwarty album studyjny amerykańskiego progresywnego zespołu rockowego The Mars Volta. Wydany został 29 stycznia 2008, a wcześniej 26 stycznia 2008 w Australii. Album zadebiutował na 3 miejscu listy Billboard Top 200 – w pierwszym tygodniu sprzedano ponad 54 000 kopii.
Produkcją albumu zajęli się gitarzysta Omar Rodríguez-López i inżynier dźwięku Robert Carranza. Jego powstawanie odbywało się w atmosferze "pechowych wypadków" po tym, jak zespół zaczął bawić się tabliczką ouija, którą Rodríguez-López kupił w prezencie dla Cedrica Bixlera-Zavali. Pierwszym singlem, wydanym 19 listopada 2007, był utwór "Wax Simulacra" wraz z coverem "Pulled to Bits" zespołu Siouxsie & the Banshees. Edycje winylowe albumu zawierają w książeczce kopię tabliczki ouija, należącą rzekomo do zespołu.

## Promocja
Przed oficjalnym wydaniem albumu, na oficjalnej stronie The Mars Volta pojawiły się cztery filmy przedstawiające różne, zabawne sceny z życia zespołu.
- "Wax Simulacra" zawiera materiał na żywo przedstawiający zespół grający podczas australijskiego Tournée w 2007.
- "Aberinkula" przedstawia zespół wykonujący operację chirurgiczną i odnajdujący we wnętrzu pacjenta wiele dziwnych przedmiotów.
- "Goliath" zawiera materiał przedstawiający zespół grający na różnych dziwacznych instrumentach na środku ulicy.
- "Askepios" to film nakręcony podczas przyjęcia, podczas którego odbywa się przegląd kilku z przedmiotów, które zostały użyte w pozostałych filmach.

## Lista utworów
1. "Aberinkula" – 5:45
2. "Metatron" – 8:12
3. "Ilyena" – 5:36
4. "Wax Simulacra" – 2:39
5. "Goliath" – 7:15
6. "Tourniquet Man" – 2:38
7. "Cavalettas" – 9:32
8. "Agadez" – 6:44
9. "Askepios" – 5:11
10. "Ouroboros" – 6:36
11. "Soothsayer" – 9:08
12. "Conjugal Burns" – 6:36

### Dodatkowe informacje
- "Abernikula" to rodzaj bębna używanego w Nigerii. Słowo to może również oznaczać "osobę niewierzącą".
- Metatron to imię anioła w judaizmie i niektórych odmianach chrześcijaństwa. Uważany jest on za głos Boga.
- Ilyena to odniesienie do Ilyeny Vasilievny Mironovej, aktorki występującej pod pseudonimem Helen Mirren – ulubionej aktorki Cedrica.
- Słowo "simulacrum" oznacza wizerunek, taki jak posąg lub obraz, szczególnie wizerunek boga. Oznacza również obraz bez istoty i właściwości oryginału.
- Podobno określenie "Una cavaletta" oznacza kobietę, która ciągle próbuje przekształcić swojego kochanka w wyimaginowaną przez siebie fantazję.
- "Agadez" to największe miasto w północnym Nigrze.
- "Ouroboros" to antyczny symbol przedstawiający węża lub smoka połykającego własny ogon, tworzącego okrąg.
- Wewnętrzna książeczka przedstawia serię obrazów znanych powszechnie jako "Seven Powers of Africa".
- "Soothsayer" (pl. wieszcz/prorok) to osoba, która przewiduje przyszłe wydarzenia na podstawie własnych przeczuć.

## Skład
- Omar Rodríguez-López – gitara
- Cedric Bixler-Zavala – wokal
- Isaiah Ikey Owens – organy
- Juan Alderete – gitara basowa
- Thomas Pridgen – bębny
- Marcel Rodríguez-López – perkusja
- Paul Hinojos – efekty dźwiękowe, gitara
- Adrián Terrazas-González – flet, saksofon tenorowy, saksofon sopranowy, klarnet basowy
- John Frusciante – gitara
- Henry Trejo – "Because" na "Agadez"
- Nathaniel Tookey – kompozycje i aranżacje instrumentów smyczkowych
- Sam Bass – wiolonczela
- Edwin Huizinga – skrzypce
- Charith Premawardhana – altówka
- Anthony Blea – skrzypce
- Owen Levine – kontrabas
- Autorem okładki (w rzeczywistości obrazu 44,1 cm x 44,1 cm) do tej płyty jest Jeff Jordan